# 休靜
休靜（：／ Hyujeong，1520年—1604年），又名雲鶴，字玄應，號清虛、西山，又號、妙香山人，朝鮮王朝時期的武僧、禪宗僧侶。俗名崔汝信。他又以西山玄應等名字為人所知。
自幼父母雙亡，於30歲時中禪科，任奉恩寺住持，後雲遊各大寺廟弘法。
在壬辰倭亂時期，朝鮮宣祖任命休靜為八道都總攝，號召全國僧人起來反抗日軍。他雖作為朝鮮八道僧兵的總指揮，但因年邁，將僧兵的指揮權交給了弟子惟政。
著有《禪家龜鑒》等。